# Grzech Fatmagül
Grzech Fatmagül (tur. Fatmagül'ün Suçu Ne?) – turecki serial telewizyjny, emitowany w latach 2010–2012 dla kanału Kanal D. Serial oparty jest na powieści Vedata Türkali, pod tym samym tytułem.
W 1986 roku na podstawie powieści nakręcono film pod tym samym tytułem „Fatmagül’un Suçu Ne”, ale to serial zyskał większy rozgłos i odniósł sukces, stając się przełomem dla społeczeństwa w Turcji. Głównie kobiety uświadomiły sobie, że mogą walczyć o swoje prawa, nawet wbrew zasadom religijnym.
W Polsce serial emitowany premierowo był od 20 kwietnia 2016 do 1 marca 2017 na kanale TVP1.

## Fabuła
Fatmagül Ketenci mieszka w wiosce Ildır, razem ze swoim bratem Rahmim. Jest zaręczona z rybakiem, Mustafą Nalçalı. Kerim Ilgaz jest kowalem, który mieszka ze swoją ciotką, Meryem Aksoy. Wielkim wydarzeniem w świecie wpływowych ludzi biznesu są zaręczyny syna biznesmena z córką polityka, Selima i Meltem. Na przyjęciu zaręczynowym, Kerim spotyka się z Selimem, Vuralem oraz Erdoğanem. Cała czwórka spędza wieczór zakrapiany alkoholem. Fatmagül natyka się na nich i pada ofiarą gwałtu, dokonanego przez Selima, Vurala oraz Erdoğana. Kerim jest zbyt pijany i zapomina o całym zdarzeniu. Vural ma wyrzuty sumienia z powodu tego co się stało, natomiast Erdoğan i Selim są pewni, że pozycja ich rodzin zagwarantuje im bezpieczeństwo.

## Bohaterowie
- Fatmagül Ketenci Ilgaz (Beren Saat) (ur. 8 czerwca 1989) – ofiara gwałtu. Zaręczona z Mustafą. Zmuszona przez rodzinę do poślubienia Kerima, w którym z czasem się zakochuje. Siostra Rahmiego.
- Kerim Ilgaz (Engin Akyürek) – zakochany w Fatmagül od pierwszego wejrzenia. Poślubia ją, aby chronić swoich znajomych, którzy dokonali na niej gwałtu. Później, wspiera żonę w walce z nimi.
- Mustafa Nalçalı (Fırat Çelik) – syn Halide i Emina. Zaręczony z Fatmagül, którą opuszcza, kiedy zostaje zgwałcona. Przysięga zemstę Kerimowi i gwałcicielom. Później, mąż Asu.
- Erdoğan Yaşaran (Kaan Taşaner) – kuzyn Selima. Jeden z gwałcicieli Fatmagül.
- Selim Yaşaran (Engin Öztürk) – jeden z gwałcicieli Fatmagül.
- Vural Namlı (Buğra Gülsoy) – jeden z gwałcicieli Fatmagül. Zostaje przypadkowo zabity przez Mustafę.
- Reşat Yaşaran (Musa Uzunlar) – ojciec Selima.
- Perihan Yaşaran Telci (Deniz Türkali) – matka Selima.
- Münir Telci (Murat Daltaban) – wujek Selima.
- Asu Nalçalı (Sevtap Özaltun) – pracowała jako prostytutka. Zakochana w Mustafie, zostaje jego żoną i matką jego dziecka.
- Meltem Alagöz Yaşaran (Seda Guven) – była żona Selima. Pomagała Fatmagül po gwałcie. Miała romans z Mustafą.
- Meryem „Ebe Nine” Aksoy Pakalın (Sumru Yavrucuk) – ciotka Kerima.

## Spis serii
| Seria | Odcinki | Odcinki | Premierowa emisja | Premierowa emisja | Premierowa emisja    | Premierowa emisja    | Zakres odcinków | Zakres odcinków |
| Seria | Turcja  | Polska  | Rozpoczęcie       | Zakończenie       | Rozpoczęcie          | Zakończenie          | Turcja          | Polska          |
| ----- | ------- | ------- | ----------------- | ----------------- | -------------------- | -------------------- | --------------- | --------------- |
| 1     | 39      | 78      | 16 września 2010  | 16 czerwca 2011   | 20 kwietnia 2016     | 27 października 2016 | 1–39            | 1–78            |
| 2     | 41      | 82      | 8 września 2011   | 21 czerwca 2012   | 28 października 2016 | 1 marca 2017         | 40–80           | 79–160          |

## Emisja w Polsce
W Polsce serial emitowany od 20 kwietnia 2016 do 1 marca 2017 w TVP1. Ponownie od 25 czerwca 2019 w TVP Seriale. Tekst w języku polskim opracowała Agnieszka Sobkowska, na podstawie tłumaczeń Doroty Haftka Işık, Agnieszki Erdoğan oraz Agnieszki Ayşen Kaim. Lektorem serialu był Marek Lelek.